# Michail Abramowitsch Morosow

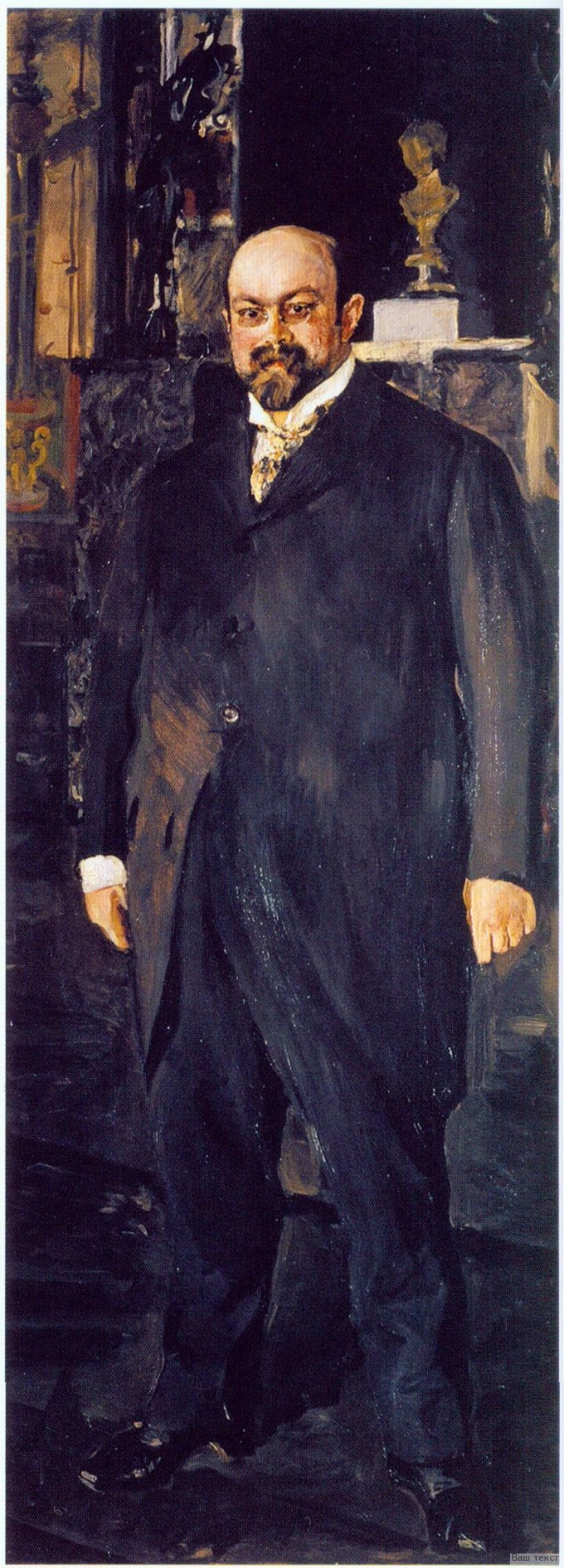
Michail Abramowitsch Morosow (Walentin Serow, 1902, Tretjakow-Galerie)

Michail Abramowitsch Morosow (russisch Михаил Абрамович Морозов; * 7. Augustjul. / 19. August 1870greg. in Moskau; † 11. Oktoberjul. / 24. Oktober 1903greg. ebenda) war ein russischer Industrieller, Historiker und Kunstsammler.

## Leben

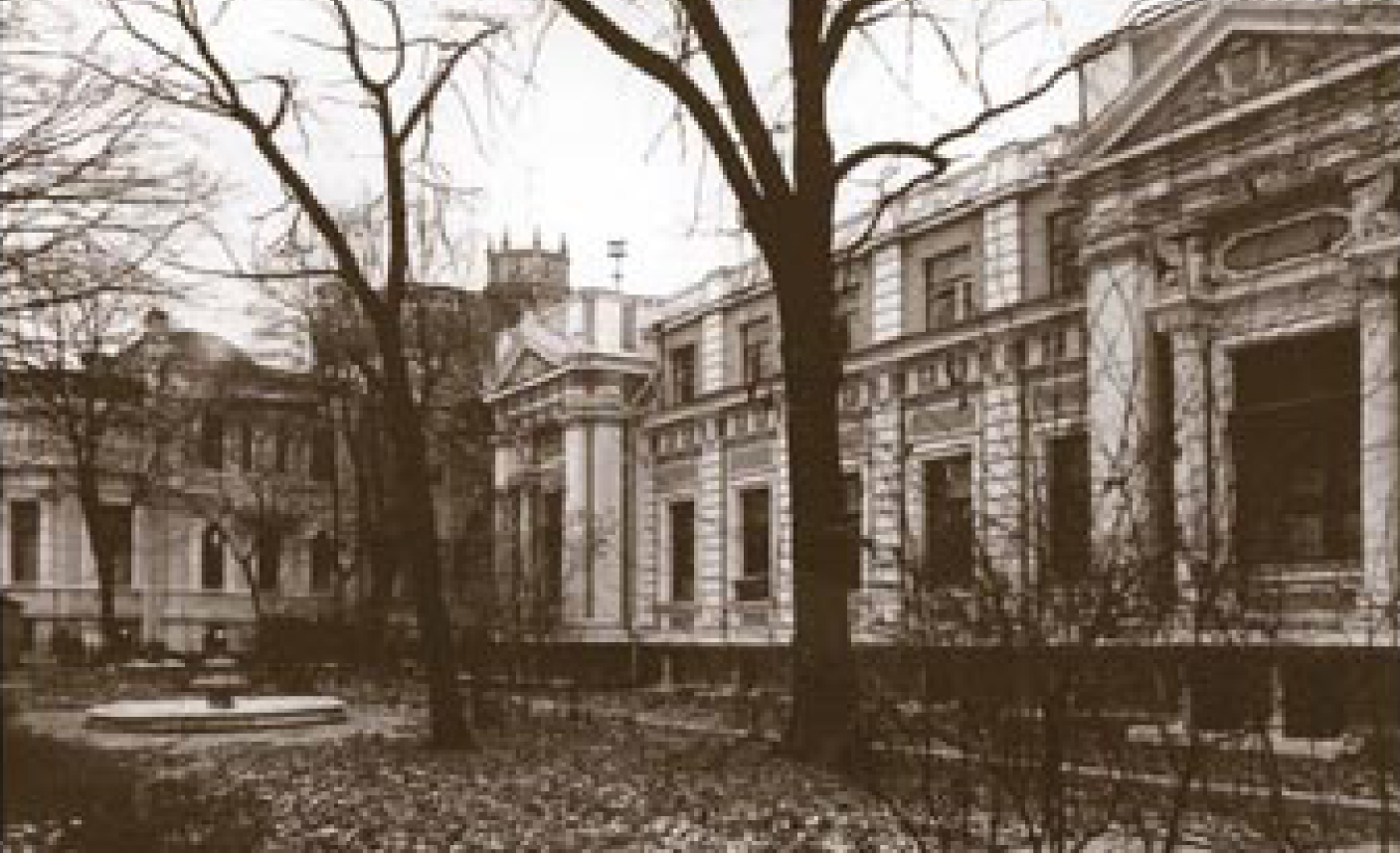
Warwara Morosowas Haus, Wosdwischenka 14, Moskau

Morosow war der älteste Sohn des Moskauer Kaufmanns und Mäzens Abram Morosow (1839–1882) und der Unternehmerin und Mäzenatin Warwara Morosowa geborene Chudowa (1848–1917), Tochter des altgläubigen Kaufmanns Alexander Chudow. Sein altgläubiger Urgroßvater Sawwa Morosow (1770–1860) begründete die Morosow-Kaufmannsdynastie. Ein Großonkel Morosows war Timofei Morosow (1823–1889), von dessen Söhnen Sergei Morosow (1860–1944) nach der Oktoberrevolution nach Frankreich emigrierte und Sawwa Morosow (1862–1905), der Mäzen des Moskauer Künstlertheaters war.
Ab 1885 nahm Morosow zusammen mit seinem jüngeren Bruder Iwan Zeichen- und Malereistunden in Iwan Martynows Kunstatelier. 1886 zog die Familie in ihr neues vom Architekten Roman Klein erbautes Haus an der Wosdwischenka. Gäste des dortigen Salons waren unter anderem Anton Tschechow, Wladimir Korolenko, Gleb Uspenski, Pjotr Boborykin, Wladimir Solowjow, Alexander Blok, Andrei Bely, Waleri Brjussow. Einmal wöchentlich hatte Morosow mit seinem Bruder Iwan Malereistunden bei Konstantin Korowin. Auch erhielten sie Unterricht von dem Landschaftsmaler Alexander Kisseljow. Die Sommerferien verbrachte die Familie auf dem Morosow-Landgut Popowka. Dort hielt sich auch der Landschaftsmaler Georgi Chruslow auf und unterrichtete die beiden Brüder. 1889 wurden die beiden Brüder mit Chruslow zum Malen an die Wolga und in den Kaukasus geschickt.
Nach dem Gymnasiumsabschluss 1888 begann Morosow das Studium an der Kaiserlichen Universität Moskau in der Historisch-Philologischen Fakultät. Seine sparsame Mutter gab ihm 75 Rubel monatlich. Ihre philanthropischen Aktivitäten sah er kritisch. In seinem vorletzten Studienjahr heiratete er im November 1891 die schöne mitgiftlose Kaufmannstochter Margarita Mamontowa. Auf der Hochzeitsreise besuchte das junge Paar St. Petersburg, Paris, Nizza und Monte Carlo. In Nizza wohnten sie im Hotel zusammen mit Königin Victoria, und in Monte Carlo trafen sie beim Roulette die Witwe Kaiser Alexanders II., Fürstin Jekaterina Jurjewskaja. Morosows Mutter Warwara Morosowa beendete nun die Vormundschaft für ihn und seinen Bruder Iwan, der in Zürich am Eidgenössischen Polytechnikum studierte, und übertrug ihnen 1892 formal die Leitung ihrer Twerer Manufaktur. Der dritte Bruder Arseni war zu dieser Zeit noch Schüler.

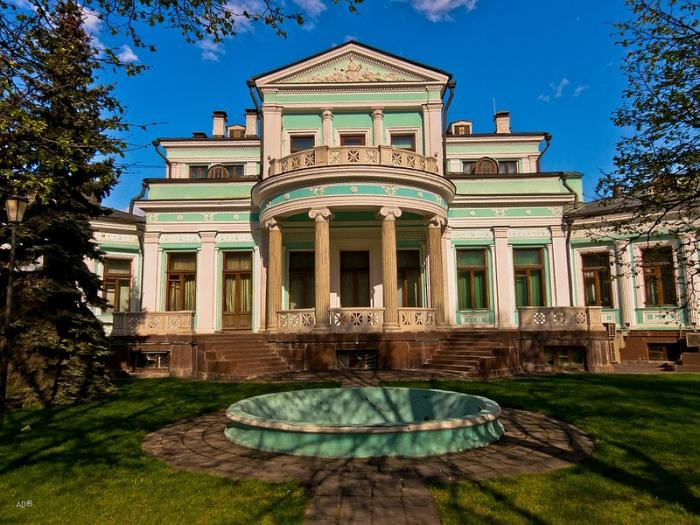
Morosow-Villa, Smolenski Bulwar 26/9, Moskau

1892 kaufte Morosow von dem Teehändler K. S. Popow die 1879 von dem Architekten Alexander Resanow erbaute Villa am Smolenski Bulwar und ließ sie 1894 von dem Architekten Wiktor Masyrin umbauen. Es gab zahlreiches Personal und ein eigenes Kraftwerk für die elektrische Beleuchtung, das von einem Elektriker bedient wurde. Empfänge und Bälle mit bis zu 200 Gästen, Theateraufführungen und Konzerte wurden veranstaltet. Morosow hatte ein Haus in Paris und reiste gern mit seiner Frau nach Spanien, Großbritannien und Ägypten.
Morosow hatte sein Studium 1893 mit Auszeichnung abgeschlossen und gab auf eigene Kosten unter dem Pseudonym Michail Jurjew seine historischen Studien über Karl V. und seine Zeit (1893) und Streitfragen der westeuropäischen Geschichtswissenschaft (1894) heraus. Diese Veröffentlichungen wurden als Werke eines reichen Exzentrikers heftig abgelehnt und führten zu persönlichen Angriffen.
Auf der Ausstellung der Moskauer Künstlergenossenschaft (MTCh) kaufte Morosow die beiden von Konstantin Korowin ausgestellten Gemälde, was in der Folge zum Aufbau einer Kunstsammlung führte. Auch sein Bruder Iwan begann Gemälde zu sammeln. Beide besuchten die Moskauer Künstlerateliers, begannen zu kaufen und reisten auch gemeinsam zu Pariser Salons. Auf der zweiten Ausstellung der Mir Iskusstwa 1900 in der St. Petersburger Stieglitz-Zentral-Schule für Technisches Zeichnen kaufte Morosow für 300 Rubel Michail Wrubels Gemälde Zarewna Lebed (Schwanen-Zarewna aus Nikolai Rimski-Korsakows Oper Das Märchen vom Zaren Saltan). Auf der folgenden Ausstellung von Mir Iskusstwa 1901 kaufte er für 18.000 Franc jeweils ein Gemälde von Albert Besnard und von Paul Gauguin. Ständige Mitglieder des Künstlerkreises in Morosows Haus waren Michail Wrubel, Walentin Serow und Konstantin Korowin.
Morosow war Ehenfriedensrichter. 1897 war er Vorsitzender der Moskauer Kaufmannschaftsversammlung. Von 1897 bis 1900 war er Abgeordneter der Moskauer Stadtduma. Er war in vielen Wohltätigkeitskommissionen, -kuratorien und -einrichtungen ehrenamtlich tätig. Er war Mitglied vieler Kunst- und Wissenschaftsgesellschaften. Er war in die Russisch-Orthodoxe Kirche eingetreten und Ältester der Mariä-Entschlafens-Kathedrale im Moskauer Kreml.
Als Kind hatte Morosow an Scharlach mit Nieren- und Herzkomplikationen gelitten. Empfehlungen seiner Ärzte hatte er nie befolgt. Als seine Ärzte eine Nierenentzündung feststellten, änderte er nicht seine Ess- und Trinksitten. Im September 1903 wurde der Arzt Ernst von Leyden aus Berlin gerufen. Kurz darauf starb Morosow. Er wurde auf dem Friedhof des Moskauer Pokrowski-Klosters begraben. Seine Kunstsammlung hatte er der Tretjakow-Galerie vermacht. Seinen gesamten sonstigen Besitz hatte er seiner Frau Margarita Morosowa vermacht, mit der er vier Kinder hatte: Georgi (* 1892), Jelena (* 1895), Michail (* 1897, Literaturwissenschaftler) und Marija (* 1904, Pianistin). Sergei Djagilew widmete Morosow in der Zeitschrift der Mir Iskusstwa einen Nachruf.

## Ehrungen
- Sankt-Stanislaus-Orden II. Klasse[2]
- Russischer Orden der Heiligen Anna III. Klasse[2]

## Film
- Die Brüder Morosow. Kunstmäzene und Sammler. Dokumentarfilm. Regie: Elisabeth Kapnist, Arte, Frankreich 2020.